# Meeya Davis
Meeya Davis-Glover (Detroit, Michigan, 21 juni 1987) is een Amerikaanse actrice. Davis is het meest bekend door haar rol in het computerspel Red Dead Redemption 2 uit 2018, waar ze de motion capture van het personage Tilly Jackson verzorgde. Ook had ze in 2019 een rol in de Netflix-serie Orange Is the New Black.

## Filmografie

### Films
| Jaar | Titel     | Rol    |
| ---- | --------- | ------ |
| 2019 | Premature | Keisha |
| 2021 | Know Fear | Nancy  |

### Series
| Jaar | Titel                   | Rol      |
| ---- | ----------------------- | -------- |
| 2016 | High Maintenance        | N/A      |
| 2017 | Crashing                | N/A      |
| 2019 | Orange Is the New Black | Camilla  |
| 2019 | Popternative            | Zichzelf |

### Computerspellen
| Jaar | Titel                 | Rol           |
| ---- | --------------------- | ------------- |
| 2018 | Red Dead Redemption 2 | Tilly Jackson |